# Аминта (сын Александра I Македонского)
Аминта (др.-греч. Αμύντας; V век до н. э.) — сын македонского царя Александра I.
В исторических источниках — у Георгия Синкелла — про Аминту сообщается только, что он жил как частное лицо.
После гибели Архелая в 399 году до н. э. разгорелась ожесточённая династическая борьба между представителями различных ветвей рода Аргеадов: потомков Пердикки II, Менелая и Аминты. По мнению британского историка Н. Хэммонда, поддержанному американским антиковедом Ю. Борзой, после неоднократной смены правителей к власти (возможно, убив сына Аэропа II Павсания), в 394/393 году до н. э. пришёл внук Аминты Аминта III. В таком случае, все или бо́льшая часть македонских царей IV века до н. э. (в том числе Филипп II и Александр III Великий) происходили от Александра I именно через Аминту.